# Emendação (zoologia)
Na nomenclatura zoológica, as emendas são alterações feitas na grafia dos nomes dos táxons. Na nomenclatura bacteriológica, são feitas emendas à circunscrição de um táxon.

## Em zoologia
A mudança deve ser feita conscientemente junto com a justificativa para alterar a grafia originalmente usada pelo autor do táxon ao descrever a espécie. Quaisquer outras alterações ortográficas são consideradas injustificadas. As emendas válidas incluem alterações feitas para corrigir:
- erros tipográficos na obra original que descreve as espécies;
- erros na transliteração de escritas não latinas;
- nomes que incluíam sinais diacríticos ou hifens;
- terminações de espécies para corresponder ao gênero do nome genérico, particularmente quando a combinação foi alterada.